# Lijst van vlaggen van India
Dit is een lijst van vlaggen van India.

## Nationale vlag (perFIAV-codering)
|          | Civiele vlag | Staatsvlag | Oorlogsvlag |
| -------- | ------------ | ---------- | ----------- |
| Te land  | · ?          | · ?        | · ?         |
| Te water | · ?          | · ?        | · ?         |

## Vlaggen van politieke partijen
| Vlag | Periode | Functie                                         | Beschrijving                                                   |
| ---- | ------- | ----------------------------------------------- | -------------------------------------------------------------- |
|      |         | Vlag van de Ambedkar Makkal Katchi              |                                                                |
|      |         | Vlag van de Bharatiya Janata Party              |                                                                |
|      |         | Vlag van de Congress Jananayaka Peravai         | Oranje-wit-groene driekleur met drie blauwe zespuntige sterren |
|      |         | Vlag van de Communistische Marxistische Partij  |                                                                |
|      |         | Vlag van de Communistische Partij van India     |                                                                |
|      |         | Vlag van de Demokratische Socialistische Partij |                                                                |
|      |         | Vlag van de Kerala Congress                     |                                                                |
|      |         | Vlag van het Sikkim Democratic Front            |                                                                |
|      |         | Vlag van de Tribal Student's Union              |                                                                |

## Militaire vlaggen
De oorlogsvlag is reeds in de eerste tabel te vinden.

### Vlaggen van de Indian Army
| Vlag | Periode | Functie                                        | Beschrijving |
| ---- | ------- | ---------------------------------------------- | ------------ |
|      |         | Vlag van het Indian Army Regiment of Artillery |              |
|      |         | Vlag van het noordelijk commando               |              |
|      |         | Vlag van het Indian Army Ordnance Corps        |              |

### Vlaggen van de Indian Air Force
| Vlag | Periode | Functie                | Beschrijving                                                                                            |
| ---- | ------- | ---------------------- | --- |
|      |         | Vlag van de luchtmacht | Vlag met een blauw veld en de Indiase vlag in het kanton; aan de rechterkant staat het Indiase roundel. |

### Vlaggen van de Indian Navy
| Vlag | Periode | Functie                  | Beschrijving |
| ---- | ------- | ------------------------ | ------------ |
|      |         | Admiraalsvaandel         |              |
|      |         | Viceadmiraalsvaandel     |              |
|      |         | Schout-bij-nachtsvaandel |              |